# رافا فيلار
رافا فيلار (بالإسبانية: Rafa Villar)‏ هو سياسي إسباني، ولد في 1968 في سي في إسبانيا. حزبياً، نشط في Galician Nationalist Bloc ‏.